# ترويس (عربي)

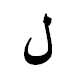
لام مروسة.

الترويس في الخط العربي هو بدء الحرف من رأسه بنقطة بعرض القلم.
- يمتنع الترويس بالخط الكوفي في الألف والباء والجيم والدال والراء والطاء والكاف واللام.[1]

## حواش
1. ↑  الخطوط العربية، من الكوفي إلى التاج نسخة محفوظة 12 مارس 2016 على موقع واي باك مشين.